# Pandinurus citernii
Espèce
Synonymes
- Pandinus citernii Borelli, 1919

Pandinurus citernii est une espèce de scorpions de la famille des Scorpionidae.

## Distribution
Cette espèce se rencontre en Somalie vers Doolow et en Éthiopie dans la région Somali dans la zone Liben.

## Description
Le mâle holotype mesure 107 mm.
Pandinurus citernii mesure de 90 à 135 mm.

## Systématique et taxinomie
Cette espèce a été décrite sous le protonyme Pandinus citernii par Borelli en 1919. Elle est placée en synonymie avec Pandinurus phillipsii par Kovařík en 2003. Elle est relevée de synonymie par Kovařík, Lowe, Soleglad et Plíšková en 2017.

## Étymologie
Cette espèce est nommée en l'honneur de Carlo Citerni.

## Publication originale
- Borelli, 1919 : « Missione per la frontiera Italo-Etiopica sotto il commando del Capitano Carlo Citerni. Risultati zoologici. Scorpioni. » Annali del Museo civico di storia naturale di Genova, vol. 48, p. 359-381 (texte intégral).